# Javaanse Surinamers
Javaanse Surinamers zijn een bevolkingsgroep in Suriname met een Javaanse en bij uitbreiding Indonesische achtergrond.
De eerste leden kwamen op 9 augustus 1890 aan en waren door de Nederlandse kolonisators uit toenmalig Nederlands-Indië aangevoerd. Na de afschaffing van de slavernij in Suriname had men nieuwe arbeidskrachten nodig voor de plantages. Aanvankelijk werden hiervoor Brits-Indiërs aangevoerd, maar dat had meerdere nadelen. Zij waren onder andere geen Nederlandse onderdanen, waardoor men ze niet volledig naar eigen goeddunken kon gebruiken en de goodwill van de Britten nodig had. Deze problemen, gecombineerd met een toenemende invloed van Oost-Indië op het denken van het Ministerie van Koloniën, zorgden er uiteindelijk voor dat men in 1890 begon met het verschepen van Nederlands Oost-Indiërs.
In totaal kwamen 32.956 mensen van Nederlands Oost-Indië als contractarbeiders naar Suriname. Iets meer dan 26% van hen keerde terug naar hun thuisland. Ongeveer 24.000 immigranten bleven in Suriname. In de census van 2012 telden hun nakomelingen 73.975 leden in Suriname, naast nog een aantal mensen van gemengde afkomst.
Sinds de tweede helft van twintigste eeuw zijn veel Javanen vanuit Suriname geëmigreerd, zodat ook buiten Suriname grote groepen Javaanse Surinamers te vinden zijn. Een eerste groep vertrok in 1954 naar het pas onafhankelijke Indonesië en vestigden zich op West-Sumatra. Tijdens en na de onafhankelijkheid van Suriname vertrokken veel Javanen, net als leden van andere Surinaamse bevolkingsgroepen, naar Nederland. Een kleinere gemeenschap bestaat in Frans-Guyana.
De Javaanse Surinamers zijn erin geslaagd een groot deel van hun Javaanse cultuur te behouden. Ze spreken nog altijd een variant van de Javaanse taal, het Surinaams-Javaans, beoefenen hun traditionele religies en ook andere culturele tradities, zoals het Javaanse toneel. Wel hebben zij in in de loop van de tijd aan hun veranderde omstandigheden aangepast. Het Surinaams-Javaans kent bijvoorbeeld veel leenwoorden uit het Nederlands, Sranan, Sarnami en tot kleinere schaal het Indonesisch, wat voornamelijk komt door de populariteit van Indonesische films.
De Javaanse immigratie wordt in Suriname elk jaar als nationale feestdag op 9 augustus herdacht.

## Geschiedenis

### Voorgeschiedenis

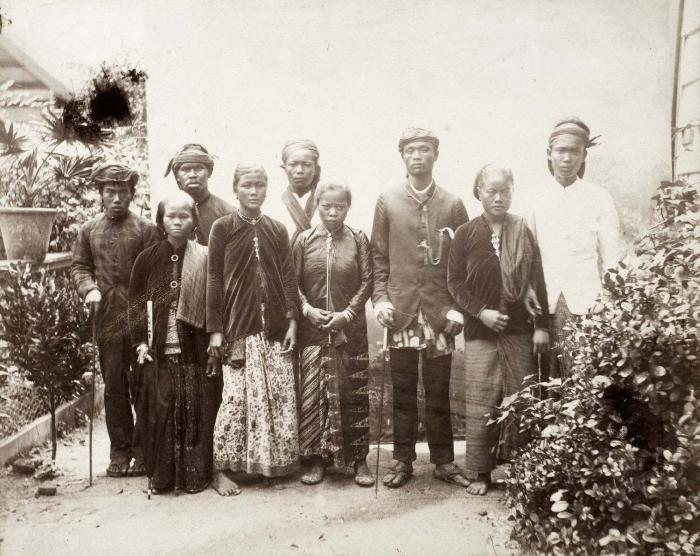
Javaanse contractarbeiders in Suriname

Door de afschaffing van de slavernij in 1863 kampten de Surinaamse plantages met een arbeiderstekort. In de aanloop naar de afschaffing werden al proeven met arbeidskrachten uit China, Madeira en de Nederlandse Antillen gedaan - in 1853 werd zelfs een groep Chinezen uit Java geïmporteerd - maar deze experimenten werden als mislukkingen beschouwd. Hun omvang bleef beperkt (in totaal ongeveer 5000 arbeiders). Na 1872 werden hoofdzakelijk contractarbeiders uit Brits-Indië ingevoerd, de voorouders van de Hindoestanen.
Dit werkte goed, maar er waren meerdere grote problemen. Het grootste was dat de Indiërs Britse onderdanen bleven. Een groot deel van de bevolking van de Nederlandse kolonie Suriname begon dus uit buitenlanders te bestaan. Deze konden in beroep gaan tegen beslissingen van zelfs de hoogste Nederlandse instanties en daarbij de steun van het Verenigd Koninkrijk aanvragen. Dit werd niet geacht de onderdanigheid van de arbeiders te bevorderen. Ook was uiteraard Britse toestemming nodig om contractarbeiders uit Brits-Indië in te voeren. Deze kon elk moment teruggetrokken worden, zoals in 1875 enkele jaren lang gebeurde. Tevens legde de groeiende onafhankelijkheidsbeweging in Indië steeds meer druk op het Verenigd Koninkrijk om het contractarbeiderssysteem volledig te stoppen, wat ook uiteindelijk in 1916 gebeurde. Daarnaast had men voor het aanwerven van Hindoestaanse contractarbeiders concurrentie. Zij werden immers ook naar Britse en Franse koloniën verscheept. Op Java zou men de eerste keuze onder de arbeiders hebben.
Tegelijk werd aan het einde van de negentiende eeuw de invloed van Oost-Indië op het denken van het ministerie van Koloniën steeds groter. Indië was immers een bloeiende kolonie, terwijl het, zeker na de afschaffing van de slavernij, erg slecht ging met Suriname. Ook verkortten de bouw van het Suezkanaal en de uitvinding van de stoomboot de reistijd tussen de koloniën aanzienlijk. Het kwam dus steeds vaker voor dat gouverneurs, bestuurders, ambtenaren en technici uit Oost-Indië naar Suriname werden gestuurd. Dit was ook logisch; Suriname leek qua geografie en klimaat erg op Oost-Indië.
De combinatie van deze factoren: de problemen verbonden met het importeren van Britse onderdanen en de groeiende vertrouwdheid met Oost-Indië bij het koloniale bestuur, zorgde er uiteindelijk voor dat het oog viel op de Javanen.
De Nederlandse regering verbood echter aanvankelijk de migratie van Javanen. Men zette ze liever in op andere, minder dichtbevolkte delen binnen Oost-Indië dan daarbuiten. Nog in 1887 argumenteerde de minister van koloniën tegen de import van contractarbeiders uit Oost-Indië. De Javanen zouden niet zeer geneigd zijn te migreren naar het verafgelegen en onbekende Suriname. Na sterk lobbyen door Surinaamse planters en beambten stond men uiteindelijk in 1890 een eerste experiment met Javaanse contractarbeiders toe.

### Eerste proeven

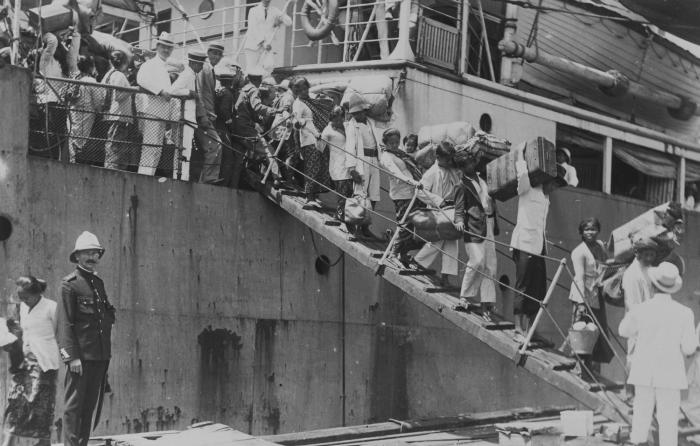
Javaanse contractanten komen aan in Paramaribo

Deze eerste groep contractarbeiders kwam op 9 augustus 1890 aan boord van de Prins Willem II aan in Suriname. Zij waren met 94, hoofdzakelijk afkomstig uit Soerakarta (tegenwoordig Solo), en waren bestemd voor de plantage Mariënburg, eigendom van de Nederlandsche Handel-Maatschappij. Er zijn aanduidingen dat een aantal van hen niet vrijwillig zijn opgestapt.
Hoewel de directie van Mariënburg de Javanen "langzaam", "traag van begrip" en door overmatig opiumgebruik ongezond vond, vermeldden de rapporten van de NHM niets dan positiefs over de Javaanse contractarbeiders. Men wilde ze graag aan het werk houden.
Het experiment werd succesvol geacht en in juni 1894 kwam de eerste grotere groep Javaanse contractarbeiders aan. 612 mensen waren in Indonesië opgestapt. Onderweg stierven 32 van hen en voor de ontscheping in Paramaribo stierven nog eens 16. Tweehonderd mensen werden zwaar ziek in het militair hospitaal opgenomen. Latere transporten hadden niet meer zo'n hoog sterftecijfer.

### Contractarbeiders

#### Ronseling
De Javanen vertrokken om meerdere redenen naar Suriname. Een belangrijke factor waren de valse beloften van de wervers. Zij werden betaald per aangeworven arbeider en grepen daarom vaak naar oneerlijke middelen. Zo vertelden zij aan potentiële arbeiders dat de reis niet al te lang zou duren, het werk niet erg zwaar zou zijn en zij als rijke lieden terug naar huis zouden keren. Een groot aantal van de contractarbeiders gaf later zelfs aan door de wervers betoverd te zijn. Daarnaast waren er vele individuele redenen om naar Suriname te vertrekken. Mensen waren ontevreden met hun levenscondities; sommigen waren voortvluchtig of hadden open schulden; sommigen vertrokken uit zucht naar avontuur of om verboden liefdes waar te maken en een aantal vrouwen werden gekidnapt. Later kwamen ook mensen in navolging van al in Suriname aanwezige familie.
De contractanten kwamen uit dorpen in Midden- en Oost-Java. Een deel van hen waren dan ook geen Javanen; vijf procent was Soendanees - zo onder andere Iding Soemita, oprichter van de Javaanse partij KTPI - en een halve procent was Madoerees. Javanen vormden echter wel de overgrote meerderheid (>90%). Dit leidde tot de dominantie van de Javaanse taal en de uiteindelijke assimilatie van de andere groepen.

#### Vervoer naar Suriname
Nadat de contractanten ingestemd hadden om naar Suriname te gaan, gingen zij naar een van de vertrekplaatsen in Batavia, Semarang of Tandjoeng Priok. Daar wachtten zij hun vertrek af in een depot, waar zij werden geregistreerd en gekeurd en waar zij ook hun contract ondertekenden. Het vervoer van de Javaanse immigranten verliep tot 1914 (behalve in 1894) in twee etappes via Amsterdam. Men bracht hen in kleine groepen vanuit Nederlands-Indië naar Nederland, en vandaar groepsgewijs naar Paramaribo.
Tijdens de overtocht waren zij gescheiden van hun dorpsgenoten en van hun familie, die nochtans zeer belangrijk is in de Javaanse cultuur. De djadie ("lotgenoten" ofwel "soortgenoten", mensen die op hetzelfde schip de overtocht maakten) werd een soort nieuwe familie. Eenmaal aangekomen in Suriname werden de arbeiders echter over verschillende plantages verdeeld. Zij verloren hierdoor in zekere zin hun familie tweemaal.

#### Leven op de plantages
Is de koelie vermoeid of ziek, dan gebeurt het wel dat de districtscommissaris, die tevens meest hulpofficier van justitie is, hem voor de politierechter daagt wegens 'onwil om te werken'. Verlaat hij de onderneming om even 'naast' te gaan en met een landgenoot over oude tijden en oud geluk te spreken, dan loopt hij kans op een vonnis wegens 'desertatie'. Heeft hij door een ongelukkige houwerslag een koffieplant of bes beschadigd, dan wordt hem dat als vernieling van andermans eigendom aangerekend. En voor al deze delicten wordt hij gestraft met dwangarbeid voor korter of langer tijd, (...) terwijl hij tevens zijn recht verbeurt op repatriëring. Ach, menig Saïdjah zal zijn Adinda nooit weerzien!
— Anton de Kom, Wij slaven van Suriname

Contractanten werden ondergebracht in huizen van lage kwaliteit en kregen veelal niet hun volle loon uitbetaald. Vele planters hadden moeite hun plantages draaiende te houden en gebruikten de lonen van de arbeiders als sluitpost op de begroting. De Javanen hadden ook moeite zich aan de nieuwe omstandigheden aan te passen; velen hadden heimwee. Daarnaast was er een vrouwentekort, aangezien meer mannen werden ingevoerd dan vrouwen. (Ter illustratie: Bij de ongeveer 15.000 tot 1920 ingevoerde Javanen waren 10.000 mannen en slechts 5.000 vrouwen.) Dit gaf regelmatig aanleiding tot spanning en conflicten.

#### Blijfredenen
Na afloop van hun vijfjarig contract kregen de contractarbeiders de keuze om terug te keren naar Java, of om in Suriname te blijven. Het gouvernement wou dat zo veel mogelijk van hen de tweede optie koos. Zo zou het bevolkingstekort in de kolonie (gedeeltelijk) opgelost kunnen worden. Een verordening uit 1863 hield echter in dat mensen die kozen om te blijven hun recht op vrije terugkeer zouden verspelen, wat velen afschrikte. In 1895 werd daarom bepaald dat contractanten die afzagen van dit recht een premie van 100 gulden kregen. Daarnaast konden ze kleine voorschotten krijgen van het gouvernement en, als hen grond was toegewezen, deze zes jaar lang vrij gebruiken. Door deze voordelen koos hierna het merendeel van de contractanten om te blijven.
Naast deze materiële voordelen speelde ook het feit dat men zich schaamde. Velen waren vertrokken in de hoop na vijf jaar als rijk man terug te keren. Toen zij vaststelden dat ze niet rijk geworden waren, durfden ze uit vrees thuis uitgelachen te worden niet meer terug te keren. Ook speelden ook hier weer een hoop individuele redenen. Sommigen zagen ertegen op de lange boottocht te herhalen; vrouwen bleven vaak omdat ze intussen getrouwd waren met iemand die bleef. Bij een onderzoek in 1963 werd echter geen enkele persoon gevonden die bleef omdat het land hem of haar beviel.

### Lawaspoorweg
Niet alle contractanten werkten op de plantages. In oktober 1903 kwamen 71 Javanen aan om te werken aan de Lawaspoorweg. Zij leverden vooraleerst goed werk, maar na verloop van tijd bleek dat zij, net als vele andere groepen arbeiders, erg vatbaar waren voor de malaria die in het binnenland heerste. Ze werden na afloop van hun contract in 1906 terug naar huis gestuurd.

### Interbellum

#### Leegloop van de plantages
Tot 1930 waren de meeste Javanen werkzaam op de plantages. Als gevolg van de crisisjaren sloten echter veel plantages. Bosarbeid in de goud- en balatawinning was voor Hindoestanen en Javanen sinds 1882 verboden - men wilde ze voor de landbouw behouden. De nu werkloze Javanen stapten daarom grotendeels over op zelfstandige, kleinschalige landbouw. De daarvoor benodigde gronden werden hen door de overheid gegeven, meestal op de zogenaamde gouvernementsvestigingsplaatsen (opgeheven, verkavelde plantages), maar ook daarbuiten. Het gouvernement hoopte namelijk dat landbouwers buiten de vestingsplaatsen zich als arbeiders aan de plantages zouden verhuren en enkel in hun vrije tijd hun eigen percelen zouden bewerken. Dit bleek echt niet het geval. Het effect van deze landuitgifte was merkbaar; terwijl in 1930 nog maar 18% van het benutte land in handen van kleinschalige landbouwers was, was het in 1935 al 52%.
Op de overgebleven plantages verbeterden de omstandigheden voor de Javanen. De poenale sanctie werd in 1931 afgeschaft en een jaar later verbood het gouvernement het tot dan gebruikelijke contracttype; de maximale lengte van een contract werd beperkt tot één jaar en het gouvernement nam de kosten van het transport volledig in eigen hand.
Na 1931 kwamen er daarom geen contractarbeiders meer naar Suriname. Wel kwamen er nog Javanen als "vrije migranten" naar de kolonie, tot 1939 jaarlijks ongeveer duizend. Johannes Kielstra, gouverneur van 1933 tot 1943, stelde zelfs voor om Suriname te "verindischen." Hij wilde in tien jaar 100.000 Javanen naar Suriname halen en voortaan enkel nog indologen tot districtscommissarissen benoemen, om de acculturatie/assimilatie tegen te gaan. Dit frustreerde de Surinaamse Statenleden, ambtenaren en planters. Het plan werd uiteindelijk getorpedeerd door de minister van Koloniën.

#### Schisma
Tegelijk vonden ook grote veranderingen op religieus vlak plaats in de Javaanse gemeenschap. De traditionele religie op Java is de islam. De Javaanse/Indonesische islam is echter, door de manier waarop hij naar het archipel kwam (via voor-Indië) en door een lange periode van isolatie sterk vermengd met Hindoeïstische, Boeddhistische en animistische geloofspraktijken. De eerste Javaanse immigranten naar Suriname brachten deze syncretische versie van de islam mee en bleven hun geloof zo belijden als ze dat op Java hadden gedaan. Ze baden bijvoorbeeld naar het westen, omdat Mekka vanuit Indonesië in het westen ligt.
Vanaf het einde van de 19de eeuw zorgde de komst van de stoomboot echter voor intensiever contact met het Arabisch Schiereiland, waar men een puriteinsere vorm van de islam aanhangt. Meer Arabische handelaren bezochten Indonesië en meer Indonesiërs konden de hadj naar Mekka maken. In 1912 werd in Indonesië de Muhammadiyahbeweging opgericht, die poogde Javaanse islam te zuiveren van (volgens hen) onislamitische elementen. Vanaf 1923 kreeg ze steeds meer invloed in Indonesië, waardoor ook enkele van de Javanen die nadien nog naar Suriname vertrokken haar aanhingen.
Deze kleine groep viel aanvankelijk niet op, ook doordat zij niet meededen aan sociale en religieuze activiteiten van andere Javanen. Na verloop van tijd werd echter duidelijk dat ook zij niet naar Indonesië konden terugkeren. Zij begonnen zich te organiseren in een beweging namens Sahabatul Islam en een deel van hen trok naar de steden. Daar kwamen zij in contact met Hindoestanen, die wel wisten dat Mekka vanuit Suriname in het oosten ligt. Ergens tussen de jaren 30 en 40 veranderden deze hervormers hun gebedsrichting naar het noordoosten. De in 1933 gebouwde Nabawi-moskee heeft bijvoorbeeld de nis naar het oosten. Zij werden hierdoor “oostbidders” genoemd. Javanen die deze hervormingen niet volgden werden “westbidders” genoemd.

### Tweede Wereldoorlog

#### Urbanisatie
De Tweede Wereldoorlog zorgde voor de sluiting van nog meer plantages. De hierdoor arbeidsloos geworden Javanen gingen meestal werken in de bauxietmijnen. Door de oorlog was immers ook de vraag naar aluminium sterk gestegen. Ook de komst van Amerikaanse soldaten zorgde voor veel werkgelegenheid. Veel Javanen trokken hierdoor naar de bauxietcentra of naar Paramaribo.
Na WOII ging de urbanisatie verder, hoewel de redenen veranderden. In plaats van werkgelegenheid waren dit nu hoofdzakelijk verbeterde kansen op onderwijs, hogere salarissen, betere medische voorzieningen en een groter aanbod aan ontspanning. Tegelijk keerden veel oudere Javanen terug naar de districten, waar de hen vertrouwde Javaanse cultuur nog sterker aanwezig is.
Als laatste in Suriname aangekomen groep hadden de Javaanse Surinamers lange tijd een achterstand en hun urbanisatiegraad ligt nog altijd lager dan het gemiddelde. Sinds de jaren 60 is er echter sprake van een inhaalbeweging. In 1959 studeerden de eerste twee Javanen af aan de Algemene Middelbare School. In 1970 haalde de eerste Javaan het geneesheersdiploma.

#### Religieuze erkenning en conflicten
Tot het begin van de twintigste eeuw was het christendom de enige erkende religie in Suriname. Dit zorgde onder andere voor problemen in de huwelijkswetgeving met zich mee. De regering erkende enkel huwelijken die bij de burgerlijke stand werden voltrokken, maar voor de Javanen was een huwelijk enkel geldig als het door een Javaanse godsdienstbeambte, een pangoeloe, werd voltrokken. Dit had tot gevolg dat veel Javaanse kinderen als onwettig golden en problemen ontstonden met het erfrecht. In 1940 stelde gouverneur Kielstra daarom, ondanks hevige protesten van de Statenleden, het “Aziatische huwelijk” gelijk met het Europese.
Indirect wakkerde de gouverneur hiermee het politieke bewustzijn van de Javanen aan. De nieuwe islamitische huwelijkswet gold ook voor de Hindoestanen (waarvan een minderheid moslim is), waardoor de twee bevolkingsgroepen meer in contact kwamen met elkaar. Ook plaatste de gouverneur enkele Hindoestanen in het parlement (maar geen Javanen, onder andere door hun gebrek aan onderwijs). De Hindoestanen moesten echter ook de Javanen mee vertegenwoordigen. Enkele religieuze leiders, vooral oostbidders, hadden nauwe banden met de Hindoestanen en kregen hierdoor politieke invloed. Dit zorgde voor grote verdeeldheid in de Javaanse gemeenschap.
Vanaf de jaren 40 werd de relatie tussen oost- en westbidders steeds gespannener. Oostbidders begonnen openlijk kritiek te leveren op de westbidders, die volgens hen de “echte” islam moesten volgen. Het conflict had echter ook een niet-religieuze dimensie. De oostbidders waren geïnspireerd door de Hindoestanen, die door investering en grotere zorg voor de opleiding van hun kinderen sneller de maatschappelijke ladder beklommen. Ze beschuldigden de westbidders, die dit minder deden, ervan de hele Javaanse gemeenschap in Suriname in een kwaad daglicht te stellen.
Vooral tijdens de jaren 50 was het conflict erg zwaar; het kwam tot fysieke conflicten. Ook gingen oostbidders niet in op uitnodigingen voor slametans (zie onder) van westbidders, wat als een zware belediging ondervonden werd.

## Demografie

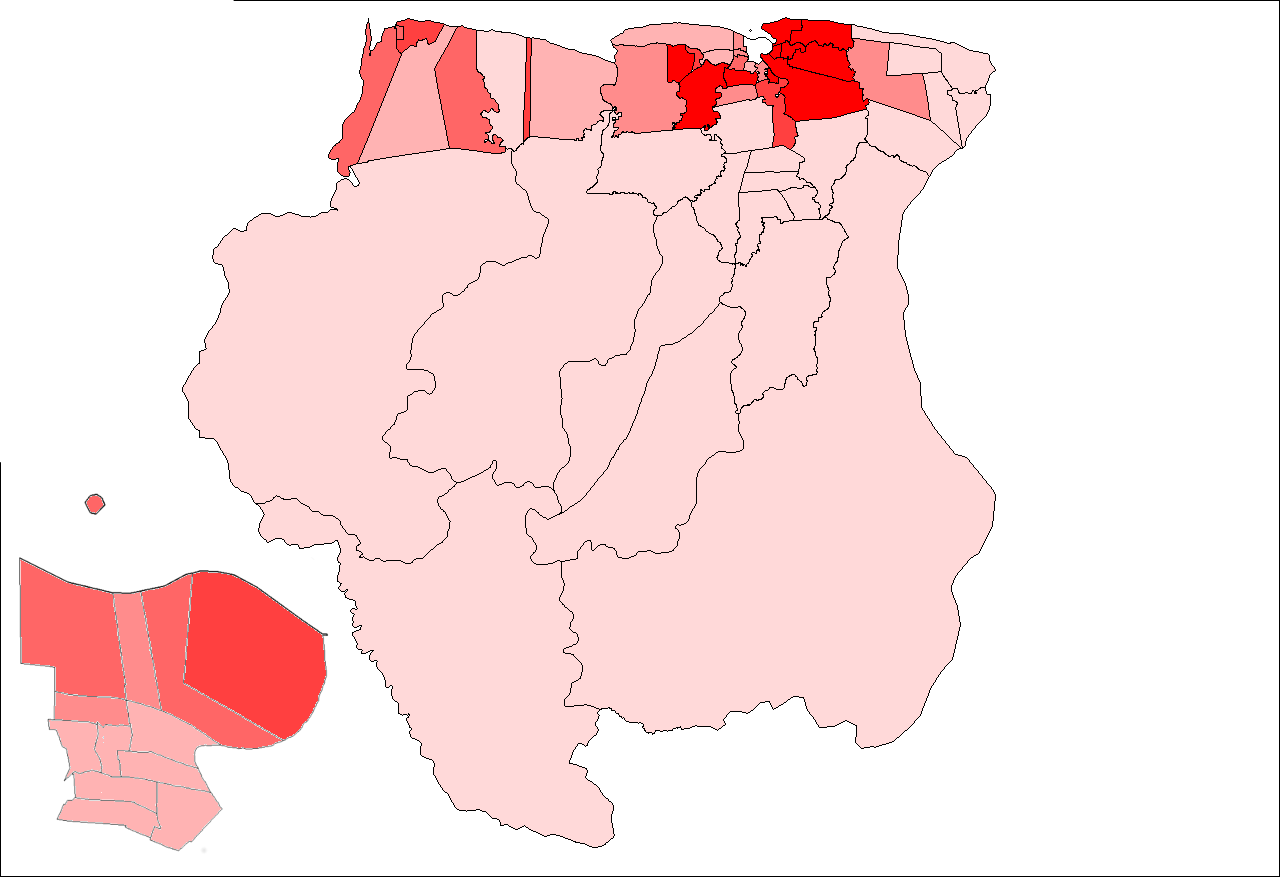
Choropletenkaart van het percentage Javaanse Surinamers per ressort.

Tussen de jaren 1890 en 1939 kwamen in totaal 32.956 Javanen naar Suriname. Voor 1938 keerden daarvan 7.684 (iets minder dan 25%) terug naar Indonesië. In 1954 vertrok nog een groep van ongeveer 1000 mensen (zie Sumatra, hieronder), waardoor het totale repatriëringspercentage tot boven de 26% steeg. Een kleinere groep vertrok in 1956 naar Frans-Guyana (zie Frans-Guyana). Zo’n 24.000 Javaanse immigranten bleven in Suriname.
Bij de volkstelling van 1972 werden in Suriname 57.688 Javanen geteld. Bij de volkstelling van 2012 waren dat er 73.975. De Javanen vormen hiermee 13,7% van de totale Surinaamse bevolking. Naast deze "volbloeden" werden in 2012 ook 72.340 inwoners van gemengde afkomst genoteerd. Ook van hen is een aantal van (deels) Javaanse afkomst.
De Javanen vormden lange tijd de derde grootste bevolkingsgroep in Suriname, maar in de census van 2004 werden zij nipt ingehaald door de Marrons. Er werden 72.553 Marrons geteld en 71.879 Javanen.
Javaanse Surinamers komen voor in alle districten van Suriname en bijna alle ressorten. Ze vormen echter enkel een meerderheid in het district Commewijne. Dit geldt dan ook als "het" Javanendistrict. Het dorp Tamanredjo in Commewijne wordt bijvoorbeeld bijna uitsluitend door Javanen bewoond. Dit is echter een uitzondering. Meestal leven Javanen gemengd met andere bevolkingsgroepen. Zij kiezen er dan vaak voor dicht bij elkaar te wonen. Zo zijn er ook in Paramaribo enkele buurten die voornamelijk door Javanen worden bewoond.
Door migratie bestaan er ook buiten Suriname grotere groepen Javaanse Surinamers, vooral in Nederland. Zie #Diaspora.

## Politiek
Aanvankelijk was de terugkeer een van de belangrijkste politieke kwestie voor de Javanen. Hen was beloofd dat ze na afloop van hun contract naar Indonesië zouden worden teruggebracht. Ze wilden dat de Nederlandse regering zich aan die belofte hield. Later begon men zich ook in te zetten voor de onafhankelijkheid van Indonesië. Een van de eerste politieke leiders van de Javanen was Iding Soemita.
De eerste Surinaamse politieke partijen werden in 1946 opgericht, zo ook de Hindostaans-Javaanse Politieke Partij (HJPP), onder leiding van de Hindoestaan Jagernath Lachmon, die zich ijverde voor evenredige representatie van Javanen en Hindoestanen. Soemita werd door Lachmon afgewezen als bestuurslid en richtte daarop een eigen, op Indonesië uitgerichte organisatie, Persatuan Indonesia ("Verenigd Indonesië"), en twee semi-militaristische ondersteuningsgroepen, Banteng Hitam ("Zwarte Buffel") en de Pagar Rakyat Indonesië Suriname ("Beschermer van het volk Indonesië Suriname") op. Op 28 november 1947 werd op een vergadering in Lelydorp besloten de organisatie om te vormen tot een politieke partij, die Soemita Koran Tuntunan Pustaka Islam ("de Koran is de leer van de Islam") wilde noemen. De aanwezigen vonden deze naam echter niet representatief genoeg, waardoor de naam veranderd werd naar Kaum Tani Persatuan Indonesia ("Verenigde Indonesische Boeren"). De KTPI was de eerste Javaanse politieke partij.
Even later, maar ook nog in 1947 werd een tweede Javaanse partij opgericht, de Pergerakan Bangsa Indonesia Suriname ("Unie van Indonesiërs in Suriname" - PBIS), onder leiding van Salikin Hardjo. Zij pleitte ervoor dat de Javanen zich niet op Indonesië, maar op Suriname moesten richtten. Haar achterban bestond uit de meer ontwikkelde Javanen en tevens uitsluitend oostbidders. (Bij de KTPI hoorden voornamelijk westbidders en een kleine groep oostbidders.)
Een poging uit 1948 beide partijen met elkaar te verzoenen mislukte. Eind jaren veertig en begin jaren vijftig woedde er een heftige strijd binnen de Javaanse gemeenschap tussen aanhangers van beide partijen - Er waren zelfs boycotcampagnes tussen KTPI'ers en PBIS'ers. - waarbij Hardjo uiteindelijk het onderspit moest delven. Al bij de eerste algemene verkiezingen, in 1949, versloeg de KTPI de PBIS met 2.325 tegenover 884 stemmen overtuigend. Soemita werd hiermee het eerste Javaanse statenlid; de PBIS behaalde geen enkele zetel. Soemita sprak met zijn emotionele redevoeringen simpelweg het volk beter aan dan de nuchtere Hardjo. Uiteindelijk vertrokken 1010 PBIS-aanhangers in 1954 naar Indonesië (zie #Sumatra), waarop ook Hardjo in 1955 remigreerde. Zijn positie werd overgenomen door S. Djojoprajitno, die echter ook niets kon veranderen aan de dominantie van de KTPI.
Deze zou pas in de jaren '60 gebroken worden. Dit begon met de oprichting van de "Kerngroep" binnen de KTPI, die hoofdzakelijk bestond uit jonge ambitieuze ambtenaren. Zij eisten democratie binnen de KTPI, meer inspraak voor de jongere generatie, een zakelijke aanpak in plaats van de religieus-symbolische van Soemita en het verleggen van de focus op integratie in Suriname in plaats van terugkeer naar Indonesië. Ze waren echter niet in staat de macht van Soemita te breken. Enkele jaren later richtten enkele Javanen de partij Sarekat Rakyat Indonesia (SRI) op. Deze kon, dankzij de steun van de VHP, en het Hoge Kommissariaat van de Republiek Indonesia - met wie Soemita in conflict geraakt was omdat het zich volgens hem te veel met interne Surinaamse aangelegenheden bemoeide - de KTPI in 1967 en 1969 tijdens twee opeenvolgende verkiezingen verslaan. F. Karsowidjojo werd hierop op 20 november 1969 als tweede Javaanse minister benoemd. (De eerste Javaanse minister was G.S. Rakim, die eerder dat jaar, op 17 mei, minister geworden was namens de NPS, een niet-Javaanse partij.)
Na de nederlaag in 1967 droeg Soemita gaandeweg het politiek leiderschap over aan zijn zoon Willy Soemita. In 1970 trad hij formeel terug als voorzitter van de KTPI en trok zich in 1972 geheel terug uit de politiek. De KTPI ging daarop in 1973 een samenwerking aan met de partijen die voor de onafhankelijkheid waren. (Soemita was fel tegen de onafhankelijkheid, omdat hij voor de positie van de Javanen in een door Creolen en Hindoestanen gedomineerd Suriname vreesde.)
Tegenwoordig zijn er meerdere Javaanse partijen, zoals de Pertjaja Luhur, waarvan de voorzitter, Paul Somohardjo, in 2005 de eerste Javaanse voorzitter van het Surinaamse parlement werd, en de Pendawa Lima. De Javanen stellen vaak de beslissende stem tussen de grotere Creoolse en Hindoestaanse partijen - men zegt dat ze de "wippositie" vormen - en zijn dus erg belangrijk voor de Surinaamse Politiek.

#### Javaanse electoraat
Uitgaande van de volkstelling van 2012 identificeerden 73.975 mensen zich als Javaans; hiervan hebben ten minste 54.147 personen de kiesgerechtigde leeftijd van 18 jaar.

## Economie
Nog lang na de sluiting van de plantages waren de meeste Javanen ofwel kleinlandbouwer ofwel arbeider in de bauxietmijnen. Als zodanig waren de Javanen economisch achtergesteld tegenover de andere bevolkingsgroepen. Vanaf de jaren 60 begon hun aantal in andere beroepen echter toe te nemen. Tegenwoordig zijn er Javaanse juristen, dokters, economen, sociologen, antropologen, landbouwkundigen en docenten en zijn de Javanen in alle onderwijsinstellingen aanwezig.
Javanen die naar de stad trokken hadden vaak problemen op kantoor. Zij waren veelal in de minderheid; Creolen of Hindoestanen vormden vaak de meerderheid. Ook hadden zij vaak een taalachterstand. Deze problemen zorgden voor spanningen en conflicten. In de Javaanse cultuur worden conflicten echter zo veel mogelijk vermeden. Javanen daagden daarom vaak, zonder dit aan hun chef te melden, tijdelijk of permanent niet meer op. Desondanks hebben Javanen een positief imago als werknemers. Zij gelden als gewillig, netjes en precies.
Het belangrijkste aanbouwproduct in de Javaanse kleinlandbouw is rijst. Omdat dit vaak niet volstaat om een gezin te onderhouden vullen de Javanen hun inkomen op verschillende manieren aan, bijvoorbeeld door ander gewassen aan te bouwen, door visvangst of door pluimveeteelt.
De Javaanse gemeenschap onderhoudt ook economische banden met hun land van oorsprong, Indonesië. In 1997 "sponsorde" Indonesië het Surinaamse lidmaadschap bij de Organisatie voor Islamitische Samenwerking. (Het land had toen eigenlijk niet genoeg moslims om lid te worden.) In april 2016 kondigde de Surinaamse arts Jim Rasam aan dat hij van plan was Indonesische medici en verpleegkundigen naar Suriname te halen om een tekort te vullen. Een maand later gingen enkele Surinaamse zakenleden voor de 41ste jaarlijkse bijeenkomst van de Islamitische Ontwikkelingsbank naar Jakarta, de hoofdstad van Indonesië, en knoopten daar contacten aan met Indonesische investeerders.

## Cultuur
De Javanen zijn erin geslaagd een groot deel van hun oorspronkelijke cultuur te behouden, onder andere door bescherming door de Surinaamse overheid voor de Tweede Wereldoorlog. Een groot deel van hen spreekt nog altijd een variant van de Javaanse taal, het Surinaams-Javaans en hangt hun oorspronkelijke religies aan. Ook andere tradities zijn behouden gebleven. Wel is er sprake van een zekere aanpassing aan de veranderende omstandigheden.

### Rukun
Een belangrijk concept in de Javaanse cultuur is dat van rukun, onderlinge harmonie. Conflicten worden zo veel mogelijk vermeden. Onderhuids kan wel spanning blijven bestaan, maar ze komt niet tot uiting. Wanneer bijvoorbeeld de situatie op het werk moeilijk is, kan het voorkomen dat een Javaan een tijd lang (of permanent) niet meer komt opdagen. Men verkiest dan niet werken boven het aangaan van een conflict.
Een ander voorbeeld werd door Van Wengen gerapporteerd in de jaren 70: hij verklaarde het hoge aantal spijbelaars onder de Javanen toen door het feit dat Javaanse ouders hun kinderen niet wilden dwingen naar school te gaan; dat zou de onderlinge harmonie in het gezin verstoren. Een gelijkaardige logica verklaart misschien waarom de kinderen van westbidders (zie onder) niet regelmatig naar de moskee gaan. Bij oostbidders staat het concept van rukun minder hoog aangeschreven, waardoor zij hun kinderen wel kunnen dwingen de moskee te bezoeken. Mogelijk heeft dit belang van onderlinge harmonie ook bijgedragen tot het wegebben van de spanning tussen west- en oostbidders in de loop van de tijd.
Dit concept zorgt ervoor dat Javanen nauwe banden ontwikkelen met een grote groep personen, niet alleen met familie of buren, maar ook met mensen die verder van hen afstaan. Het schept een gevoel van saamhorigheid.

### Taal
Niet alle Indonesische contractarbeiders die naar Suriname kwamen waren Javanen, maar de Javanen vormden wel de overgrote meerderheid (zie contractarbeiders). Hierdoor namen de andere groepen hun taal over, zodat het Javaans tegenwoordig de enige Indonesische taal is die in Suriname gesproken wordt.
Het Javaans is tegenwoordig nog altijd de taal van de meerderheid van de Surinaamse Javanen. De meeste ouders kiezen er echter voor om hun kinderen twee- of zelfs drietalig op te voeden. Meestal is dit een combinatie van Javaans met Nederlands en/of Sranantongo. Het Javaans is immers geen officiële taal in Suriname, terwijl het Nederlands dit wel is. Op school wordt bijvoorbeeld enkel het Nederlands gehanteerd. Het Sranan is daarnaast belangrijk omwille van zijn rol als lingua franca van Suriname.
In het verleden (bijvoorbeeld tijdens de jaren 50) kozen sommige ouders er zelfs voor om hun kinderen helemaal geen Javaans te leren. Men had een lage dunk van de taal. Tegenwoordig is het taalverlies echter min of meer tot stand gebracht.
Het Javaans dat in Suriname gesproken wordt, het Surinaams-Javaans, is merkbaar verschillend van de Indonesische variant(en) van de taal. Het heeft bijvoorbeeld veel leenwoorden opgenomen uit andere talen van Suriname, vooral uit het Nederlands en het Sranan. De Indonesische varianten zijn daarentegen sterk beïnvloed door het Indonesisch, dat in Suriname niet zo verspreid is.

### Religie
| Godsdienst      | Aantal | Procent |
| --------------- | ------ | ------- |
| Islam           | 46.156 | 64,21   |
| Christendom     | 10.393 | 14,46   |
| Kejawen         | 1.208  | 1,68    |
| Hindoeïsme      | 574    | 0,80    |
| Geen godsdienst | 1.306  | 1,82    |
| Overige         | 2.338  | 3,25    |
| Weet niet       | 9.813  | 13,65   |
| Geen antwoord   | 91     | 0,13    |
| Totaal          | 71.879 | 100     |

De grootste groep Javanen is islamitisch, daarnaast zijn veel Javanen christelijk, en een kleine groep valt onder Kejawen, een traditionele Javaanse religie ontstaan door versmelting van animistische, boeddhistische en islamitische geloven en praktijken. Daarnaast hangt nog een kleiner aantal Javanen andere religies aan of is atheïst. De islamitische Javanen zijn verdeeld in twee ongeveer even grote groepen: de westbidders/traditionalisten en de oostbidders/reformisten. Deze scheiding is echter niet absoluut. Er zijn ook zogenaamde "gematigde oostbidders", die gebruiken van de twee stromingen combineren.
| Religieuze verdeling van de Javanen in Suriname (in 2012) | Religieuze verdeling van de Javanen in Suriname (in 2012) | Religieuze verdeling van de Javanen in Suriname (in 2012) |
| Religie                                                   | Aantal aanhangers                                         | %                                                         |
| --------------------------------------------------------- | --------------------------------------------------------- | --------------------------------------------------------- |
| Islam                                                     | 49.533                                                    | 67,0%                                                     |
| Overige moslims                                           | 33.194                                                    | 44,9%                                                     |
| Soennisme                                                 | 8.477                                                     | 11,5%                                                     |
| Ahmadiyya                                                 | 7.862                                                     | 10,6%                                                     |
| Christendom                                               | 15.555                                                    | 21,4%                                                     |
| Pinksterbeweging (Volle Evangelie)                        | 7.117                                                     | 9,6%                                                      |
| Rooms-Katholieke Kerk                                     | 3.621                                                     | 4,9%                                                      |
| Evangelische Broedergemeente Suriname                     | 3.123                                                     | 4,2%                                                      |
| Overige christen                                          | 1.464                                                     | 2,0%                                                      |
| Jehova's getuigen                                         | 282                                                       | 0,4%                                                      |
| Lutheranisme                                              | 167                                                       | 0,2%                                                      |
| Hervormd                                                  | 63                                                        | 0,1%                                                      |
| Javanisme                                                 | 4.132                                                     | 5,6%                                                      |
| Geen godsdienst                                           | 2.055                                                     | 2,8%                                                      |
| Hindoeïsme                                                | 915                                                       | 1,2%                                                      |
| Sanatana Dharma                                           | 527                                                       | 0,7%                                                      |
| Overige hindoes                                           | 275                                                       | 0,4%                                                      |
| Arya Samaj                                                | 113                                                       | 0,2%                                                      |
| Andere godsdienst                                         | 574                                                       | 0,8%                                                      |
| Weet niet                                                 | 508                                                       | 0,7%                                                      |
| Geen antwoord                                             | 383                                                       | 0,5%                                                      |
| Winti                                                     | 30                                                        | 0,0%                                                      |
| Jodendom                                                  | 8                                                         | 0,0%                                                      |
| Alle Javanen in Suriname                                  | 73.975                                                    | 100,0%                                                    |

#### Islam

##### Westbidders
De westbidders volgen de traditionele vorm van de islam, zoals die op Java wordt aangehangen. De islam werd vanaf de 13de eeuw vanuit Indië naar Indonesië gebracht. Hij had daar al een sterk syncretisch karakter gekregen door contact met de multireligieuze Indische samenleving. Het was dus deze syncretische versie van de islam die zich in de volgende driehonderd jaar over heel Indonesië, dus ook Java, verspreidde. Hierbij werd hij nogmaals vermengd met traditionele geloven en praktijken die al op het eiland voorkwamen.
In de islam moet men zich tijdens het bidden naar de Kaäba wenden. Die ligt vanuit Indonesië in het westen. De westbidders bidden daarom ook naar het westen - vandaar hun naam - en bouwen hun moskeeën dan ook naar het westen gericht. De Kaäba ligt vanuit Suriname echter in het oosten. Wanneer zij hierop aangesproken worden, verdedigen zij zich door te zeggen dat de Kaäba ook in het westen ligt - de wereld is immers rond - of dat zij hun gebeden enkel aan Allah richten. Ook verwijzen zij naar soera al-baqara 177, waarin staat dat het geloof in God belangrijker is dan de richting waarin men bidt.
Een andere belangrijke tradities die vanuit Java is meegenomen, is de slametan, een feestmaaltijd waarbij de geesten gerespecteerd en gezegend worden. Men meent zo hun gunst te winnen, zodat zij op hun beurt hun zegeningen zullen teruggeven. Slametans worden gehouden bij belangrijke gebeurtenissen binnen het gezin, zoals bij geboorte, besnijdenis en de dood, en bij gemeenschappelijke gebeurtenissen, zoals islamitische feestdagen. Westbidders in de districten houden vaker slametans dan westbidders in de steden.
Een andere manier om de geesten goed gezind te houden, is het plaatsen van sadjen, offers. Sadjen komt uit het boeddhisme en betekent letterlijk "de doden eten geven." Op regelmatige tijdstippen en bij belangrijke gebeurtenissen brandt men wierook en zet een klein beetje eten neer. Dit eten is bedoeld voor een bepaalde overleden persoon en is daarom iets dat hij of zij lekker vond. De bedoeling is dat de overledene weet dat zijn nabestaanden nog aan hem of haar denken. Het plaatsen van sadjen kan alleen gedaan worden, of door een specialist, de dukun sadjen.

##### Oostbidders
Oostbidders worden zo genoemd omdat zij naar het oosten bidden. Ze zien de Javaanse tradities van de westbidders als ingaand tegen de islamitische leer en de sharia. Zij menen dat het om moslim te zijn niet slechts volstaat te geloven in God (sjahada). Men moet zich aan alle vijf zuilen van de islam houden. Ze willen dus terug naar een "pure" vorm van de islam. Men noemt hen daarom ook weleens "reformisten" of "puriteinen".
Ze doen niet mee aan rituelen zoals de slametan en het plaatsen van sadjèn. Zij zien deze als verering van de geesten, wat verboden is volgens de Koran. Men mag enkel God vereren.
Oostbidders zijn vaak vromer dan westbidders en besteden een groot deel van hun vrije tijd aan de studie van hun geloof.

##### Gematigde oostbidders
Er bestaat ook een groep die een middenweg kiest tussen de twee stromingen. Zij bidden naar het oosten, maar doen ook aan de Javaanse rituelen. Wel interpreteren ze de rituelen op een andere, ontmythologiseerde manier. De slametan zien zij bijvoorbeeld als een vorm van het geven van aalmoezen, zakat, een van de vijf zuilen van islam.
Er bestaat echter niet één soort gematigde oostbidder. Ook binnen deze groep bestaat er veel variatie. Zo zijn er bij hen mensen die offers plaatsen en mensen die dit niet doen.

#### Kejawen
Het is niet duidelijk of vroeger (in de jaren 20) al een onderscheid bestond tussen Kejawen en Islam. Alle Javaanse immigranten zagen zich wellicht als moslims en volgden tegelijk de onder #Westbidders beschreven tradities. Tegenwoordig bestaat er echter met zekerheid een groep die nog wel de Javaanse rituelen volgt, maar zich niet meer als moslims beschouwd, de Javanisten ofwel Kejawen. Men spreekt ook van "extreme traditionalisten". Mogelijk is deze afsplitsing ontstaan onder invloed van het conflict tussen oost- en westbidders.

#### Andere religies
In 1977 was 93% van de Javaanse Surinamers moslim; in 2004 nog maar 64%. Concreet betekent dit dat van 72.000 Javanen, ruim 25.000 een andere religie dan de islam aanhangen (of niet gelovig zijn). De grootste groep onder hen is die van de christenen (zie tabel rechts). Vooral vroeger kwam het voor dat ouders hun kinderen lieten dopen om hen naar christelijke scholen, die hoger aangeschreven stonden, te kunnen sturen. Dit hield echter niet noodzakelijk in dat de kinderen ook christen werden in het latere leven. Thuis deden zij gewoon mee met de islamitische rituelen van hun ouders en konden dan later in het leven zelf een keuze maken. Daarnaast zorgen ook de toename van gemengde huwelijken en het feit dat sommige ouders hun kinderen qua religie de vrije keuze laten ervoor dat mensen hun religie veranderen. In deze laatste twee gevallen komt het trouwens ook voor dat mensen zich van andere religies naar de islam bekeren.

### Theater
De Javaanse cultuur kent meerdere soorten toneel.
Wayang is een soort poppenspel. De verhaalstof komt uit de voor-Indische heldendichten Mahabharata en Ramayana. In Suriname worden twee soorten gespeeld: de wayang wong ("Wayang met mensen", een versie met acteurs) en de wayang kulit (schimmenspel). Een andere soort toneelspel is ande ande lumut. Hierbij wordt een zeer moraliserend verhaal telkens anders gespeeld. De kern en de figuren blijven hetzelfde; enkel de manier waarop men speelt verandert. Ludrug is een soort volkstoneel. De thema's zijn taferelen uit het dagelijkse leven.
Buiten Ludruk verloren deze toneelspelen lange tijd aan populariteit. Men hanteerde tijdens hen het formele Javaans en niet het Surinaams-Javaans dat de meeste Javanen spreken. Sinds de jaren 90 begint men echter ook voor hen het Surinaams-Javaans te gebruiken.

### Keuken
De Javanen kennen een eigen culinaire traditie, waaruit dankzij de vele warungs enkele gerechten, zoals bami en nasi goreng, in de algemene Surinaamse keuken zijn opgenomen.

### Organisaties
De eerste Javaanse culturele vereniging, Tjintoko Moeljo ("arm, maar gerespecteerd") werd in 1918 op de plantage Mariënburg opgericht. In navolging van haar zijn vele gelijkaardige organisaties gesticht.

## Diaspora

### Sumatra
Op 5 januari 1954 vertrokken1018 leden van de beweging Mulih nDjowo ("terugkeer naar Java") naar Indonesië met het schip Langkoeas. De Indonesische regering had hen 2,5 hectare per gezin beloofd. De oorspronkelijke bestemming was Lampung, de provincie van Sumatra die het dichtste bij Java ligt - vestiging op Java was niet mogelijk; het eiland was al overbevolkt. Ook was aanvankelijk gepland dat verdere schepen zouden volgen. Door een gebrek aan geldmiddelen en het conflict tussen Nederland en Indonesië over Nederlands-Nieuw-Guinea gebeurde dit echter niet. Hierdoor werden een aantal gezinnen gescheiden omdat gezinsleden gepland hadden met verschillende boten te reizen.
De remigranten kregen uiteindelijk grond toegewezen in het regentschap Pasaman (provincie West-Sumatra), ten noorden van de stad Padang, waar zij het dorp Tongar stichtten. Hier woonden de Minangkabau wier cultuur volslagen verschillend is van de Javaanse. Het land dat zij kregen was volledig onontwikkeld. De remigranten moesten het zelfs eerst nog roden. Ook was de vulkanische grond moeilijk te bewerken dan verwacht; was het dichtstbijzijnde dorp vijf kilometer verder en enkel te voet bereikbaar; zwierven tijgers door de bossen en vernielden apen en wrattenzwijnen de gewassen.
Veel Surinamers vertrokken ontmoedigd naar andere gebieden van Indonesië of zelfs terug naar Suriname. Vooral de dichtbijgelegen stad Pekanbaru trok veel van hen aan. Daar was pas olie ontdekt en kon men de Surinamers, die vaak beter gekwalificeerd waren dan de plaatselijke bewoners, goed gebruiken. Tegenwoordig wonen er nog maar ongeveer 34 remigranten samen met hun kinderen en kleinkinderen in Tongar.

### Frans-Guyana
Ongeveer rond de tijd dat de groep van Hardjo naar Indonesië ging, vertrok een groep van een zestigtal Javanen naar het buurland Frans-Guyana. Andere groepen volgden aan het begin van de jaren 60 en tijdens de Binnenlandse Oorlog (1986-1992). De evangelische organisatie The Joshua Project schat hun aantal in Frans-Guyana op 2800. Een grote groep Javanen woont in de grenscommune Awala-Yalimapo.

### Nederland

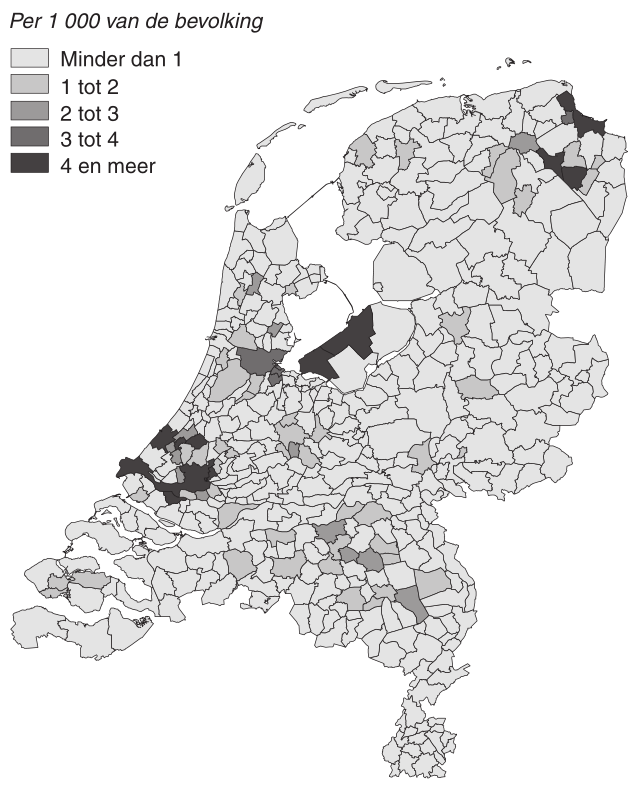
Spreiding van de Javaanse Surinamers in Nederland

In de jaren 70, bij onafhankelijkheid van Suriname, kozen veel Surinamers, waaronder ook duizenden Javanen, voor het Nederlandse staatsburgerschap en vertrokken naar Nederland. Er was veel onzekerheid over de toekomst. Men vreesde dat de Javanen het slachtoffer zouden worden van een escalerend etnisch conflict tussen de Hindoestanen en Creolen. Politicus Paul Somohardjo eiste beschermingsmaatregelen en garanties van Nederland. Kreeg hij deze niet, dan dreigde hij met duizenden Javanen via Nederland naar Indonesië te vertrekken als de onafhankelijkheid zou doorgaan. Het bleef bij een enkele vlucht van 398 voornamelijk oudere Javanen die uiteindelijk niet naar Indonesië gingen, maar in Nederland bleven. Ook na de onafhankelijkheid migreerden nog kleinere groepen Javanen naar Nederland. Ook zijn een aantal Javanen vanuit Frans-Guyana, via Frankrijk, naar Nederland gekomen.
Het precieze aantal Javaanse Surinamers in Nederland is niet exact gekend, aangezien het Centraal Bureau voor de Statistiek enkel het land van herkomst bijhoudt, niet de etniciteit. Een studie gebaseerd op achternamen vond dat er in september 2008 ongeveer 21.700 Javaanse Surinamers in Nederland waren. Zij vormen hiermee iets meer dan 15% van de in totaal 338.000 Surinamers in Nederland, wat vergelijkbaar is met hun aandeel aan de bevolking van Suriname. Bij de Javanen komt zogenoemde "pendelmigratie" minder vaak voor. Zij vestigen zich vaker permanent in Nederland.
Het aandeel van de tweede generatie aan de gemeenschap is bij de Javanen, vergeleken met andere Surinaamse bevolkingsgroepen in Nederland, relatief klein: 40%, tegenover 45% bij de Surinamers in het algemeen. Het aantal Javanen met een in Suriname geboren ouder is gemiddeld voor een Surinaamse bevolkingsgroep: iets meer dan 60%. Zoals bij alle Surinaamse Nederlanders heeft dan ook een aanzienlijk deel (42%, d.w.z. 17% van de totale Javaanse populatie) van de tweede generatie een in Nederland geboren (niet noodzakelijk autochtoon Nederlandse) ouder, bijna even vaak de moeder als de vader. Twee procent van de Javaanse Surinamers in Nederland heeft een partner die in Indonesië geboren is.
Qua geografie hebben de Javaanse Surinamers zich voornamelijk in Noord-Nederland (Hoogezand-Sappemeer, Delfzijl, Veendam en Groningen) en de Randstad (Rotterdam, Den Haag, Zoetermeer, Amsterdam, Almere en Lelystad) neergelaten.
De Javaanse Surinamers zijn in het algemeen goed geïntegreerd in de Nederlandse samenleving: van alle Surinaamse bevolkingsgroepen in Nederland is bij de Javanen het aantal mensen dat verdacht wordt van een misdaad en het aantal mensen met een uitkering het laagst. De Javanen hadden voor hun aankomst in Nederland vaak weinig kennis van het Nederlands, waren laagopgeleid en hadden voornamelijk ervaring in de kleinlandbouw. Hierdoor was het voor hen moeilijk om werk te vinden. Velen vonden uiteindelijk tewerkstelling in industriële sector, in de horeca, in de gemeentelijke vervoers-, plantsoenen- en reinigingsdiensten of in sociale werkplaatsen. Nog altijd hebben de Javanen gemiddeld een lager opleidingsniveau, lager inkomen en zijn eerder werknemer dan werkgever of zelfstandige dan andere Surinaamse bevolkingsgroepen in Nederland.
Tegelijkertijd zorgen ze er voor hun Javaanse identiteit te behouden, onder andere via verenigingen die regelmatig bijeenkomsten organiseren. De meesten hebben familieleden in Suriname die zij cadeaus en geld sturen. Velen gaan regelmatig naar Suriname.

## Bekende Javaanse Surinamers

### In Suriname
- Reinier Asmoredjo
- Robby Dragman
- Salikin Hardjo
- John Hardjoprajitno
- Soeki Irodikromo
- Johan Kasantaroeno
- Sonny Kertoidjojo
- Soewarto Moestadja
- Samuel Pawironadi
- Saimin Redjosentono
- Raymond Sapoen
- Jan Sariman
- Martinus Sastroredjo
- Toepon Semoedi
- Hendrik Setrowidjojo
- Johan Sisal
- Iding Soemita
- Willy Soemita
- André Soeperman
- Virgil Soeroredjo
- Paul Somohardjo
- Surianto
- Edwin Wolf

### In Nederland
- Karin Amatmoekrim
- Maarten Atmodikoro
- Sigourney Bandjar
- Robert Bosari
- Rihana Jamaludin
- Ranomi Kromowidjojo
- Ragmad Amatstam